# Saint-Rome-de-Tarn
Saint-Rome-de-Tarn är en kommun i departementet Aveyron i regionen Occitanien i södra Frankrike. Kommunen ligger  i kantonen Saint-Rome-de-Tarn som ligger i arrondissementet Millau. År 2022 hade Saint-Rome-de-Tarn 899 invånare.

## Befolkningsutveckling
Antalet invånare i kommunen Saint-Rome-de-Tarn
Referens: INSEE